# Associazione Calcio Mantova 1926-1927
Questa pagina raccoglie le informazioni riguardanti l'Associazione Calcio Mantova nelle competizioni ufficiali della stagione 1926-1927.

## Stagione
In questa stagione il Mantova con 15 punti si è piazzato in settima posizione.

## Rosa
| N. |                   | Ruolo | Calciatore        |
| -- | ----------------- | ----- | ----------------- |
|    | Italia (bandiera) | P     | Ernesto Ezechieli |
|    | Italia (bandiera) | P     | Romano Mattinzoli |
|    | Italia (bandiera) | D     | Carlo Ghirelli    |
|    | Italia (bandiera) | D     | Giuseppe Grigoli  |
|    | Italia (bandiera) | D     | Guelfi            |
|    | Italia (bandiera) | D     | Luigi Manini      |
|    | Italia (bandiera) | D     | Pietro Negri      |
|    | Italia (bandiera) | D     | Gino Tonelli      |
|    | Italia (bandiera) | D     | Carlo Venturini   |
|    | Italia (bandiera) | C     | Lamberto Bodini   |

| N. |                     | Ruolo | Calciatore          |
| -- | ------------------- | ----- | ------------------- |
|    | Italia (bandiera)   | C     | Mortini             |
|    | Italia (bandiera)   | C     | Perina              |
|    | Italia (bandiera)   | C     | Andrea Preuss       |
|    | Italia (bandiera)   | C     | Arnaldo Prosperi    |
|    | Italia (bandiera)   | C     | Ildebrando Prosperi |
|    | Italia (bandiera)   | A     | Giorgio Agostinelli |
|    | Italia (bandiera)   | A     | Carlo Barbieri      |
|    | Italia (bandiera)   | A     | Alfio Cavicchioli   |
|    | Ungheria (bandiera) | A     | József Gulyás       |
|    | Italia (bandiera)   | A     | Clotario Stafetta   |

## Statistiche

### Statistiche di squadra
| Competizione    | Punti | In casa | In casa | In casa | In casa | In casa | In casa | In trasferta | In trasferta | In trasferta | In trasferta | In trasferta | In trasferta | Totale | Totale | Totale | Totale | Totale | Totale | DR  |
| Competizione    | Punti | G       | V       | N       | P       | Gf      | Gs      | G            | V            | N            | P            | Gf           | Gs           | G      | V      | N      | P      | Gf     | Gs     | DR  |
| --------------- | ----- | ------- | ------- | ------- | ------- | ------- | ------- | ------------ | ------------ | ------------ | ------------ | ------------ | ------------ | ------ | ------ | ------ | ------ | ------ | ------ | --- |
| Prima Divisione | ..    | ..      | ..      | .       | .       | ..      | ..      | ..           | .            | .            | .            | ..           | ..           | ..     | ..     | .      | .      | ..     | ..     | +.. |

### Statistiche dei giocatori
| Giocatore  | Prima Divisione | Prima Divisione |
| Giocatore  | Presenze        | Reti            |
| ---------- | --------------- | --------------- |
| [[.\|. .]] | 0               | 0               |
| [[.\|. .]] | 0               | 0               |
| [[.\|. .]] | 0               | 0               |
| [[.\|. .]] | 0               | 0               |